# Introspekcja (informatyka)
Introspekcja – mechanizm pozwalający postrzegać funkcje i moduły znajdujące się w pamięci jako obiekty, a także pobierać o nich informacje, np. określać typ obiektu, budowę klasy obiektu.